# Andy Pyle
Pour les articles homonymes, voir Pyle.
 (janvier 2019).
Si vous disposez d'ouvrages ou d'articles de référence ou si vous connaissez des sites web de qualité traitant du thème abordé ici, merci de compléter l'article en donnant les références utiles à sa vérifiabilité et en les liant à la section « Notes et références ».
Andy Pyle, né le 15 juillet 1946 à Luton, Angleterre, est un bassiste britannique. Musicien dont la carrière remonte au milieu des années 1960, Pyle est né à Londres et atteint son adolescence au moment même où le rock & roll supplante le Skiffle comme musique de prédilection de la jeunesse britannique. En tant que jeune musicien en herbe, cependant, il se tourne davantage vers le blues que vers le rock & roll, comme en témoigne son premier concert professionnel avec Blues Train de Victor Brox, dirigé par le futur membre du Aynsley Dunbar Retaliation. Ensuite, Jensen's Moods, un groupe composé du bluesman britannique Mick Abrahams à la guitare et au chant, Pete Fensome au chant et de Clive Bunker à la batterie, qui change ensuite de nom pour devenir McGregor's Engine. 

## Carrière
Pyle poursuit sa carrière avec le groupe McGregor's Engine dans sa ville natale de Luton, dans le Bedfordshire, en 1967. Cette même année, Abrahams attire l'attention du flutiste-chanteur Ian Anderson, alors que McGregor's Engine joue en première partie du John Evan Band avec lequel officie Anderson, lors d'un concert. Lorsque Bunker et Abrahams quittent McGregor's Engine pour former Jethro Tull avec Ian Anderson à la flûte et au chant et Glenn Cornick à la basse, Pyle de son côté continue à jouer avec des groupes locaux. Mais très vite, Abrahams quitte Jethro Tull après le premier album This Was, à la suite d'un différend avec le chanteur-flûtiste Ian Anderson sur l'avenir du groupe, pour former Blodwyn Pig. Avec Andy Pyle à la basse, Jack Lancaster au saxophone et Ron Berg à la batterie. Après la scission de Blodwyn Pig, Pyle rejoint Juicy Lucy (qui comprend Micky Moody qui jouerait plus tard avec Whitesnake) et Savoy Brown, ainsi que des séances pour Rod Stewart sur son album de 1971, Every Picture Tells a Story.
En 1975/76, Pyle passe un an à enregistrer et à tourner avec le guitariste Alvin Lee, ancien guitariste de Ten Years After. Il joue sur le premier album solo de Lee, Pump Iron en compagnie d'ex-musiciens de King Crimson, Boz Burrell à la basse, Ian Wallace à la batterie et Mel Collins au saxophone. Et la même année, il participe à l'album-concept Peter and the Wolf de Jack Lancaster et Robin Lumley, avec des musiciens de tous azimuts, Alvin Lee, Gary Moore et John Goodsall à la guitare, Percy Jones et Dave Marquee à la basse, Brian Eno, Manfred Mann aux synthés, Bill Bruford et Phil Collins à la batterie, Stéphane Grapelli au violon, etc. À la fin de 1976, Pyle auditionne pour le poste de bassiste avec les Kinks, qui vient de se défaire de John Dalton au bout de sept ans de loyaux services. Les Kinks sont sans aucun doute le groupe le plus pop-rock avec lequel il ait travaillé, et son séjour est un succès, Pyle ayant participé aux albums Sleepwalker sur lequel il ne joue que sur une seule chanson Mr. Big Man et Misfits où il est présent sur 9 des 10 chansons  avant de quitter avec le claviériste John Gosling. Les deux forment un groupe éphémère, initialement appelé United (avec le futur guitariste de Iron Maiden, Dennis Stratton), puis Network. Son travail avec eux a été de courte durée, puisqu'il est ensuite appelé par son vieil ami Gary Moore, avec qui il a déjà travaillé comme musicien de session, pour rejoindre son groupe lors d'une série de dates en direct, ce qui donne lieu à un album Live at The Marquee. Pyle se dirige ensuite vers l’orbite de Stan Webb, initialement dans une version reformée de Chicken Shack, puis toujours avec Webb dans le groupe Speedway. Au milieu des années 1980, il rejoint Wishbone Ash, puis Mick Abrahams et Clive Bunker, ainsi que la légende du saxophone Dick Heckstall-Smith font leur retour pour une autre tournée avec Blodwyn Pig. Avec Bernie Marsden, il fait partie des Green & Blue All-Stars, puis il est de retour avec Gary Moore, cette fois dans le Midnight Blues Band. Il passe la majeure partie du début et du milieu des années 1990 à travailler avec Moore, puis de retour dans Wishbone Ash et Juicy Lucy. Même s'il a tout joué, du rock traditionnel au hard rock, il préfère le blues et a même réussi à se produire dans les sessions de Carey Bell et Nappy Brown dans les années 1980.
Il produit son seul et unique album solo en 1985 intitulé Barrier Language qui passe pratiquement inaperçu. Après le départ de Mervyn Spence, Pyle se voit offrir le poste de bassiste vacant chez Wishbone Ash au début de 1986. Une période intensive de tournées s'ensuit, avec notamment des apparitions en Russie en 1987, avant que Pyle ne cède le pas pour permettre la réforme de la formation originale de Wishbone Ash. Toutefois, Andy Powell et Pyle restent des amis proches et ont continué à collaborer sur des chansons. Pyle est également coauteur de la chanson-titre de l'album Strange Affair. Pyle, de son côté, rejoint Gary Moore une fois de plus et apparait sur l’album Still Got the Blues de 1990.
En 1991, Pyle rejoint Wishbone Ash à la suite de la deuxième scission de Martin Turner avec le groupe. Une période de deux ans de travail en tournée suit, comme en témoigne le film The Ash Live in Chicago de 1992. En 1994, il retrouve Mick Abrahams et Blodwyn Pig lorsqu'il jour sur la pièce I Wonder Who de l'album Lies.
Plus récemment, Pyle joue sur l’album Running Blind (2002) en tant que membre du groupe solo de Ken Hensley, ex-Uriah Heep. Il joue également dans un concert exceptionnel avec Ken Hensley et John Wetton, qui est filmé et enregistré pour la sortie en DVD du film More Than Conquerors en 2002.

## Discographie

### En Solo
- 1985 : Barrier Language

### Avec Blodwyn Pig
Albums studio : 
- 1969 : Ahead Rings Out
- 1970 : Getting to This
- 1994 : Lies - Joue sur I Wonder Who

Albums live : 
- 1997 : Live At The Lafayette - Enregistré en 1993
- 1997 : The Modern Alchemist
- 2000 : The Basement Tapes
- 2002 : Live At The Marquee Club London 1974 (The Official Bootleg)
- 2012 : Radio Sessions '69 to '71
- 2003 : Rough Gems (Official Bootleg Number 2)

Compilation :
- 2013 : Pigthology

### Avec Rod Stewart
- 1971 : Every Picture Tells a Story

### Avec Juicy Lucy
- 1972 : Pieces

### Avec Savoy Brown
- 1972 : Lion's Share
- 1973 : Jack the Toad

### Avec Gerry Lockran
- 1972 : Wun - Joue sur Maybe Not Up, Tired Neal Groans et She Was A Very Good Friend Of Mine

### Avec Alvin Lee
- 1975 : Pump Iron

### Avec The Kinks
- 1977 : Sleepwalker - Joue sur Mr. Big Man
- 1978 : Misfits - Jour sur 9 des 10 chansons

### Avec Gary Moore
- 1983 : Live at the Marquee
- 1990 : Still Got the Blues
- 1993 : Blues Alive
- 1995 : Blues for Greeny - Album hommage à Peter Green
- 2009 : Essential Montreux - Coffret 5 CD

### Avec Wishbone Ash
- 1992 : The Ash Live in Chicago (en concert)

### Avec Ken Hensley
- 2002 : Running Blind - Avec John Wetton à la basse et au chant, Dave Kilminster à la guitare et John Young aux claviers + 3 batteurs.

### Avec Ken Hensley et John Wetton
- 2002 : More Than Conquerors - DVD - Même formation.

### Participation
- 1975 : Peter and the Wolf de Jack Lancaster et Robin Lumley - Avec Brian Eno, Phil Collins, Gary Moore, Stephane Grapelli, Bill Bruford, John Goodsall, Percy Jones, Julie Tippett, Keith Tippett, etc. - Jour sur Duck Theme et 	Rock And Roll Celebration.